# Чинотимба, Джозеф
Джозеф Чинотимба (англ. Joseph Chinotimba; 23 марта 1950, Южная Родезия) — зимбабвийский политик, видный деятель ZANU-PF, сподвижник президента Мугабе. Вице-председатель и фактический руководитель Ассоциации ветеранов войны (ZNLWVA), председатель официальной Федерации профсоюзов, депутат зимбабвийского парламента. Активный националист и популист. Неоднократно обвинялся в уголовных преступлениях и политическом насилии.

## Охранная служба
Информация о происхождении Джозефа Чинотимбы и его деятельности до 1980 в открытых источниках отсутствует. Известно, что в 1982 он поступил на службу в полицию независимой Зимбабве. До 2008 возглавлял охрану городского совета Хараре. Состоял в правящей партии ZANU-PF Роберта Мугабе и в Зимбабвийской ассоциации ветеранов национально-освободительной войны (ZNLWVA).

## Ветеранская ассоциация. Захваты ферм
Широкую известность Чинотимба приобрёл в начале 2000-х, как активный участник захватов ферм, принадлежащих белым владельцам. Захваты он называл «войной», себя — «главнокомандующим». Соломенная шляпа Чинотимбы превратилась в символ погромного движения.
Джозеф Чинотимба являлся ближайшим помощником лидера ZNLWVA Ченджераи Хунзви, известного под кличкой «Гитлер». После смерти Хунзви в 2001 Чинотимба стал фактическим главой ZNLWVA (хотя формально занимает в Ассоциации пост вице-председателя). Во главе группы активистов Чинотимба врывался в здание Верховного суда и угрожал главному судье Энтони Габбэю, требуя «ускорения земельной реформы». В 2006 Чинотимба присвоил себе земельный участок в пригороде Хараре, где выстроил свою резиденцию.
Под руководством Чинотимбы силовой ресурс ZNLWVA был всецело поставлен на службу Мугабе. В конце 2007 Чинотимба был ведущим организатором акции «Марш миллиона» в поддержку Мугабе и против международных санкций в отношении Зимбабве (санкции были введены после изъятий собственности у белых фермеров). Чинотимба возглавил также Федерацию профсоюзов Зимбабве (ZFTU). Этот проправительственный профцентр был создан для противостояния оппозиционному Конгрессу профсоюзов Зимбабве (ZCTU), связанному с Движением за демократические перемены (MDC) Моргана Цвангираи.

## Депутат парламента. Популистский политик
В 2005 Джозеф Чинотимба баллотировался в парламент Зимбабве, но потерпел неудачу. При этом он обвинялся в подкупе избирателей. На выборах 2008 он развернул более масштабную кампанию, но снова уступил кандидату оппозиционного MDC. В 2013 он был, наконец, избран от партии ZANU-PF в одном из округов Маникаленда. Его реакция на известие о победе (имитация традиционного танца) была столь эксцентричной, что вызвала иронию даже у сторонников. Противники давно саркастически отзывали о необразованности Чинотимбы, «владеющего английским языком в скромном объёме».
Политические позиции Джозефа Чинотимбы характеризуются жёстким национализмом. В частности, он требует более интенсивного изучения зимбабвийских языков шона и ндебеле за счёт английского. Он также призывал парламентариев отказаться от всех «реликтов колониальной эпохи», заменив их артефактами «африканской идентичности». При этом Чинотимба крайне агрессивен в отношении оппозиции и полностью лоялен лично президенту Мугабе.
Для политического стиля Чинотимбы характерен «шутовской» эпатаж. В январе 2015 он демонстративно отправился убирать мусор в Хараре, называя это «общенациональной задачей для каждого гражданина и депутата». При этом на видеозаписи видно, что Чинотимба даёт интервью, тогда как уборкой заняты другие.
В то же время Чинотимба эмоционально поднимал в парламенте вопросы о бедности населения, нехватке продовольствия, транспортном коллапсе, критиковал социальное неравенство (несмотря на принадлежность к правящей партии). За счёт своих средств он финансировал оснащение школ, лечение потерпевших при чрезвычайных ситуациях в Хараре. Всё это создало ему определённую популярность. Большинство избирателей Чинотимбы называет его по прозвищу — Chinoz.
Джозеф Чинотимба активно участвует в социальных конфликтах с позиций радикального популизма. Позиционируется как защитник интересов работников «теневой экономики». В январе 2015 он выступил на стороне нелегальных таксистов против полицейских преследований.

С сегодняшнего дня я объявляю себя покровителем всех «пиратских» такси… Неформальный сектор — особенность нашей провальной экономики. Мы реально должны выживать. И при этом сохранять статус города.

Джозеф Чинотимба

В 2014 Джозеф Чинотимба был удостоен ежегодной премии «Защитник прав человека» (которую демонстративно передал «бедным сельским жителям»). Присуждение правозащитной премии Чинотимбе вызвало протесты оппозиции и белой общины.

## Обвинения в убийствах
Джозеф Чинотимба неоднократно обвинялся в политическом и криминальном насилии — как в период захватов ферм (начало 2000-х), так и при расправах с оппозиционерами (вторая половина 2000-х). В октябре 2013 оппозиционный депутат Сеттльмент Чиквинья зачитал в парламенте список граждан, убитых при участии Чинотимбы. В этом списке значились имена известных зимбабвийских политиков — активистов MDC Диксона Сибамбы и Ньоки Мубанго, погибших в 2008, во время предвыборной кампании.
Сам Чинотимба категорически отвергает эти обвинения. Его опровержения, однако, носят эпатажный характер: «Если я насильник, почему за меня голосуют? Вы бы голосовали за того, кто вас бьёт? Я христианин и вступаю в Церковь Сиона. Разве тот, кто поклоняется Всевышнему, может применять насилие?»
Зимбабвийская оппозиция относит Чинотимбу к наиболее одиозным деятелям режима Мугабе.